# Moore–Penroses pseudoinvers
Moore–Penroses pseudoinvers är inom linjär algebra en generalisering av vissa egenskaper hos matrisinversen för icke-kvadratiska matriser, uppkallad efter Eliakim Hastings Moore och Roger Penrose, som beskrev den oberoende av varandra 1920 respektive 1955.

## Definition
Moore–Penroses pseudoinvers till en matris {\displaystyle A} är en matris {\displaystyle A^{+}} som uppfyller:
1. {\displaystyle AA^{+}A=A}       ({\displaystyle AA^{+}} behöver inte vara en enhetsmatris, men ska avbilda alla kolonnvektorer i {\displaystyle A} på sig själva);
2. {\displaystyle A^{+}AA^{+}=A^{+}}       ({\displaystyle A^{+}} is är en svag invers för den multiplikativa semigruppen);
3. {\displaystyle (AA^{+})^{*}=AA^{+}}       ({\displaystyle AA^{+}} är en hermitesk matris)
4. {\displaystyle (A^{+}A)^{*}=A^{+}A}       ({\displaystyle A^{+}A} är också hermitesk).

{\displaystyle A^{*}} är det hermiteska konjugatet till {\displaystyle A}. För reella matriser är detta samma sak som transponatet.

## Egenskaper
Givet en matris {\displaystyle A} med Moore–Penroses pseudoinvers {\displaystyle A^{+}}, gäller följande:
- {\displaystyle A^{+}} är unik.
- Om {\displaystyle A} är en inverterbar matris, är {\displaystyle A^{-1}=A^{+}}.
- Pseudoinversen av pseudoinversen är den ursprungliga matrisen, {\displaystyle (A^{+})^{+}=A}.
- {\displaystyle AA^{+}} är en ortogonal projektion på {\displaystyle A}s värderum.
- {\displaystyle A^{+}A} är en ortogonal projektion på {\displaystyle A^{*}}s värderum.
- Pseudoinversen till en nollmatris är dess transponat.

## Specialfall

### Ortonormala rader och kolonner
Om {\displaystyle A} har ortonormala kolonnvektorer ({\displaystyle AA^{*}=I}) eller ortonormala radvektorer ({\displaystyle A^{*}A=I} så är {\displaystyle A^{+}=A^{*}}).

### Linjärt oberoende kolonner och rader
Om kolonnerna i {\displaystyle A} är linjärt oberoende är {\displaystyle A^{*}A} inverterbar och Moore–Penroses pseudoinvers kan beräknas med:
{\displaystyle A^{+}=(A^{*}A)^{-1}A^{*}}.
Det följer då att {\displaystyle A^{+}} är vänsterinvers till {\displaystyle A}.
Om raderna i {\displaystyle A} är linjärt oberoende är {\displaystyle AA^{*}} inverterbar och Moore–Penroses pseudoinvers kan beräknas med:
{\displaystyle A^{+}=A^{*}(AA^{*})^{-1}}.
Det följer då att {\displaystyle A^{+}} är högerinvers till {\displaystyle A}.

## Beräkning

### Singulärvärdesfaktorisering
Om matrisen {\displaystyle A} har singulärvärdesfaktoriseringen {\displaystyle A=U\Sigma V^{*}} så fås {\displaystyle A^{+}=V\Sigma ^{+}U^{*}}. Pseudoinversen av {\displaystyle \Sigma }, som är en "nästan diagonal" matris med matrisens singulärvärden i diagonalen, genom att ersätta varje element {\displaystyle \sigma _{i}} i diagonalen med {\displaystyle {\frac {1}{\sigma _{i}}}}. Exempel:
{\displaystyle \Sigma ={\begin{pmatrix}\sigma _{1}&0&0&0\\0&\sigma _{2}&0&0\\0&0&\sigma _{3}&0\end{pmatrix}}~~\Sigma ^{+}={\begin{pmatrix}{\frac {1}{\sigma _{1}}}&0&0&0\\0&{\frac {1}{\sigma _{2}}}&0&0\\0&0&{\frac {1}{\sigma _{3}}}&0\end{pmatrix}}}

## Tillämpningar
Moore–Penroses pseudoinvers ger en minsta kvadrat-lösning till system av linjära ekvationer. Om systemet ges av {\displaystyle Ax=b} ges minsta kvadrat-lösningen av {\displaystyle x=A^{+}b}.